# Tango finlandais

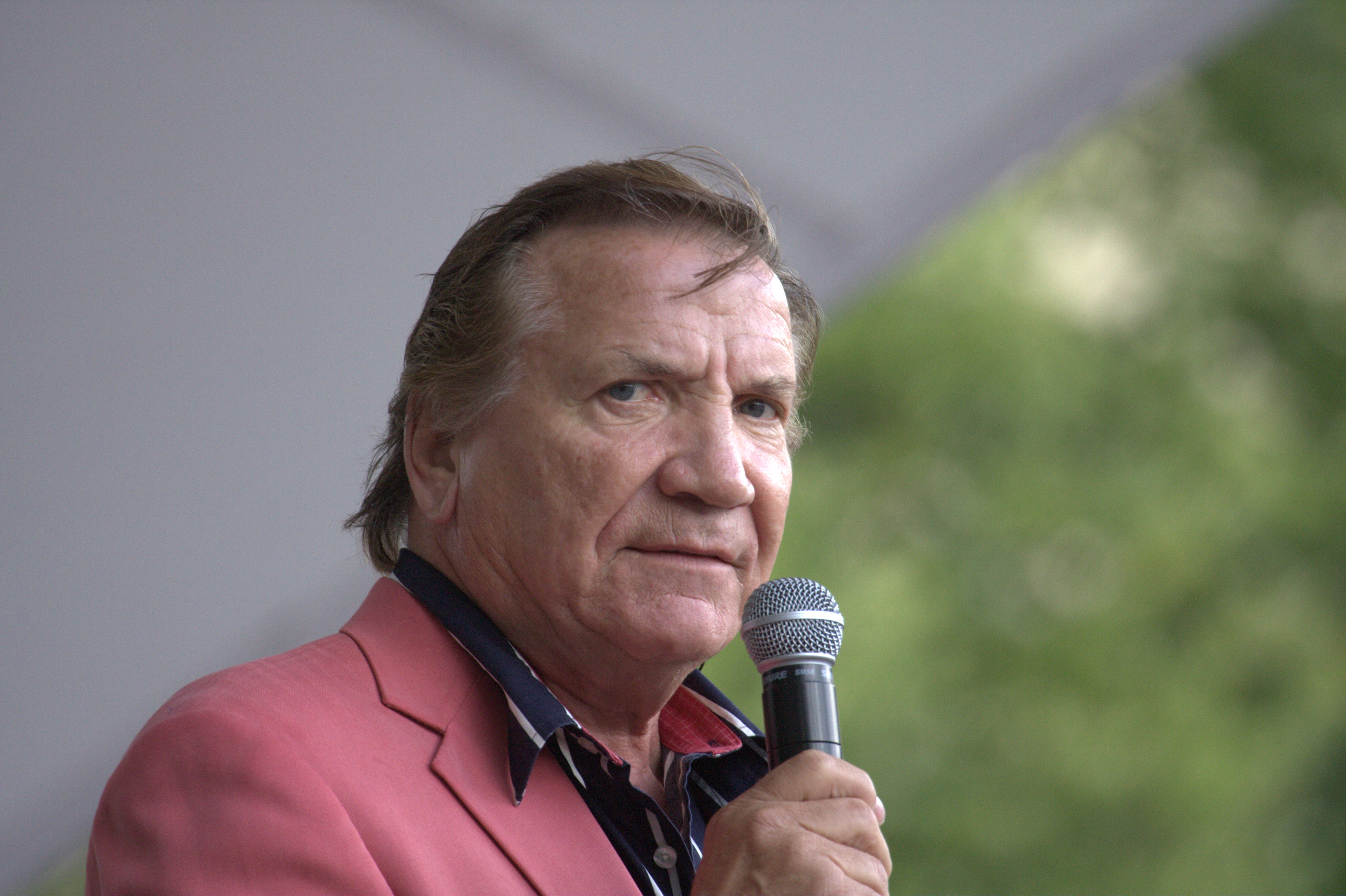
Eino Grön, chanteur de tango finlandais

Le tango finlandais est une des variantes du tango argentin et l'une des musiques les plus populaires en Finlande depuis un grand nombre d'années.
Arrivé en Europe dans les années 1910 par des musiciens qui voyageaient depuis l'Amérique du Sud, les Finlandais ont commencé à adopter cette musique et écrire leurs propres tangos dans les années 1930.
Dans les années 1940, la moitié des musiques populaires étaient des tangos ; et, durant la période d'après-guerre, cette tendance plutôt urbaine s'est répandue à l'ensemble du pays.